# Tetragonula laeviceps
Tetragonula laeviceps là một loài Hymenoptera trong họ Apidae. Loài này được Smith mô tả khoa học năm 1857.